# رحاب (بني مطر)

تعديل مصدري - تعديل

رحاب هي إحدى قرى عزلة بنيسوار بمديرية بني مطر التابعة لمحافظة صنعاء، بلغ تعداد سكانها 101 نسمة حسب تعداد اليمن لعام 2004.